# Gondrecourt-Aix
Gondrecourt-Aix település Franciaországban, Meurthe-et-Moselle megyében. Lakosainak száma 180 fő (2022. január 1.). Gondrecourt-Aix Affléville, Béchamps, Fléville-Lixières, Norroy-le-Sec és Rouvres-en-Woëvre községekkel határos.

## Népesség
A település népességének változása:
| Lakosok száma | 169  | 137  | 143  | 178  | 182  | 181  | 177  | 175  | 179  | 180  |
|               | 1968 | 1982 | 1990 | 2006 | 2013 | 2015 | 2017 | 2019 | 2020 | 2022 |